# マンガヤ
『マンガヤ』は、ツガノガクによる日本の漫画作品。

## 概要
『月刊少年エース』（KADOKAWA/角川書店BC）2014年6月号から2015年3月号まで連載。デビュー以来『時をかける少女』、『涼宮ハルヒの憂鬱』のコミカライズを務めてきたツガノガクの初オリジナル連載作品である。マンガヤにおいては、コミカライズの経験を活かした内幕ものもいいんじゃないかなというのが原点であると単行本1巻の作者コメントで語っている。
単行本第1巻の発売と月刊少年エース20周年記念に合わせて、2014年11月23日にコミックの素材と声優によるアテレコイベントが行われた。
ツガノにとって初の連載作品だが、前作の『涼宮ハルヒの憂鬱』コミカライズが８年続いた(第一部完結)のに対し、本作は僅か10ヶ月での終了となった。

## あらすじ
架ヶ崎ケイは漫画屋を目指す高校生、学校で進路希望に漫画家と書いているところを同級生に見られて説明するもといなや、スーツをしっかり決めてSUMIKAWA・隅川書店BCのコミックスタイルへ原稿を持参して持ち込む。担当の編集に持論を展開しつつその日は名刺を貰い帰宅しようとSUMIKAWAのビルから出ると、そこに同級生の舞澄アヤがコスプレした姿で待ち受けていた。その場はアヤから名刺を貰い名刺にあったアドレスから日本最大のイラスト投稿サイトを見ることになる。そこではアヤが一位に輝いていた。後日学校でケイはアヤに褒めつつも考え方の違いをはっきりさせ突き放そうとする。しかしケイがアヤに自身が新人賞の選考に入ったということを伝えると、アヤは放送室の設備を使い、アヤとケイでどちらが先に1000万部を売ることが出来るかの勝負を学校中に宣言してしまう。
ケイは最初アヤの本気さを疑っていたが、アヤが参加する同人誌即売会に一緒に同席することでのアヤが本気かどうかを様子を伺うことになった。結果同人誌即売会のアヤのブースは盛況に盛況を重ねて2000部余りを完売してしまい、ブースに持ち込まれる大量のスケブを捌くアヤに感心するとともに、同人誌通販業者や、迷惑な客、スカウトに来たSUMIKAWAのフロンティアガレージBCのコミックXの大河内等アヤの実力に惹かれてくる環境を含めて、アヤの実力や言葉が本気であるということを理解する。

## 登場人物
架ヶ崎ケイ（かがさき ケイ）
本作の主人公。高校2年生。金を稼ぐための漫画家つまり漫画屋を目指す少年。進路希望に漫画家を目指すと書きそれを見たアヤに巻き込まれ、アヤとどちらが商業で1000万部を先に稼ぐことができるか勝負することになる。漫画の力量はコミックスタイルの月例賞のうち奨励賞を最初の投稿で取れるほどの実力。
舞澄アヤ（まいずみ アヤ）
ケイの同級生で同人作家。高校2年生。ケイが漫画家を目指していることを知り、ケイがコミックスタイル編集部からの持ち込みの帰りにコスプレして待ち構えるほどの行動力の持ち主で、イラスト投稿サイトの一位を獲得し、同人作家としてもそれなりに生計を立てられるほどの実力者。金のために描くのではなく自分が楽しみたいから描くという信念があり、金を稼いでも、コスプレの衣装代等に使ってしまっている。
於田島レンリ（おたじま レンリ）
連載が決まっている女子高生漫画家。17歳。高校生だが休学し、新潟県から上京て漫画に打ち込んでいる。
岡が担当している漫画家の1人で、臨時の代理原稿の仕事で岡がアシスタントとしてケイを連れてきたことが出逢い。上京後の生活費用は原稿料の他に同人活動にて補っている。漫画の技量はアヤより少し劣る程度で常に締切の1週間前に入稿する優良漫画家でもある。
岡啓二（おか けいじ）
隅川書店のコミックスタイル副編集長。原稿を持ち込みに来たケイへ応対し、後にケイの担当編集になる。
ケイに漫画家は編集の都合によって動くということ、雑誌の実情について現実をそのまま正直に伝える。

## 単行本
- ツガノガク 『マンガヤ』KADOKAWA/角川書店BC〈角川コミックス・エース〉、全2巻
  1. 2014年11月26日発売 ISBN 978-4-04-715694-4
  2. 2015年3月25日発売 ISBN 978-4-04-102788-2

## イベント
月刊少年エース創刊20周年記念イベントコミックアテレコライブ！！ feat.『マンガヤ』
2014年11月24日に大手町サンケイプラザにて行われたイベント。コミックスの素材を用いて、声を充てるという趣向で行われた。またイベントの様子を撮影した映像については、2015年2月21日にはニコニコ生放送の有料チャンネルのanimeloLIVE!にて配信されていた。企画製作はGEKKO、MFS、サンケイビル。出演者は以下のとおり。
- 架ヶ崎ケイ - 赤羽根健治
- 岡啓二 - 松風雅也
- 舞澄アヤ - 照井春佳
- 於田島レンリ - 斉藤佑圭
- 司会 - 喜屋武ちあき